# گمینا دروینگا
گمینا دروینگا (به لهستانی:  Gmina Drwinia) یک گمینا در لهستان است که در شهرستان بوخنگا واقع شده‌است. گمینا دروینگا ۱۰۸٫۸۱ کیلومتر مربع مساحت و ۶٬۳۱۱ نفر جمعیت دارد.